# Cvetana Dekleva
Cvetana Dekleva, slovenska košarkarica * 24. april 1963, Subotica, AP Vojvodina, SR Srbija, SFRJ Jugoslavija.
Rodila se je v družini očeta Slovenca in matere Srbkinje.
Cvetana Dekleva je kot članica Jugoslovanske ženske košarkarske ekipe nastopila na 122 tekmah. Med tem časom je nastopila na Poletnih olimpijskih igrah 1984 v Los Angelesu, svetovnem prvenstvu v São Paulu 1983 ter na evropskih prvenstvih 1981 v Anconi in Miskolcu leta 1983. 
Z beograjskim Partizanom je v letih 1984 in 1985 osvojila naslov jugoslovanskih prvakinj, leta 1985 pa še jugoslovanski pokal. 
Kariero je zaključila pri 22 letih zaradi poškodbe kolena. 